# Chiococca
Chiococca es un género  de fanerógamas de la familia Rubiaceae. Se distribuyen por América desde Estados Unidos hasta Argentina. En Cuba reciben el nombre de bejuco de berraco.

## Taxonomía
El género fue descrito por Patrick Browne y publicado en The Civil and Natural History of Jamaica in Three Parts 164. 1756. La especie tipo es: Chiococca alba
Etimología
Chiococca: nombre genérico que deriva del griego χιών (Chion), que significa "nieve" y κόκκος (Kokkos), que significa  "baya".

## Especies seleccionadas
- Chiococca alba
- Chiococca alternifolia
- Chiococca anguicida
- Chiococca auyantepuiensis
- Chiococca axillaris